# Sajjad Anoushiravani

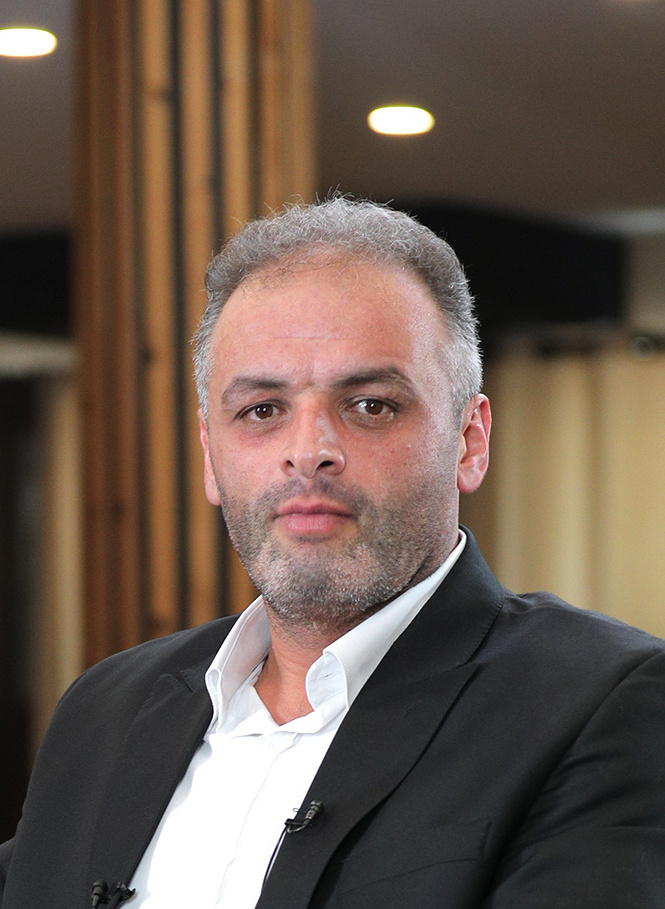
Sajjad Anoushiravani, 2024

Sajjad Anoushiravani Hamlabad (anhörenⓘ; * 12. Mai 1984 in Ardabil) ist ein iranischer Gewichtheber. Er gewann bei den Olympischen Spielen 2012 die Silbermedaille im Superschwergewicht.

## Werdegang
Sajjad Anoushiravani, ein 1,92 Meter großer und ca. 150 kg schwerer Athlet, trat erstmals im Jahre 2010 auf der internationalen Gewichtheberbühne auf. Zu diesem Zeitpunkt war er bereits 26 Jahre alt. Für diesen ungewöhnlich späten Beginn einer internationalen Gewichtheberkarriere trug wohl in erster Linie die Tatsache dazu bei, dass es im Iran schon seit vielen Jahren eine ungewöhnliche Breite an hervorragenden Gewichthebern, gerade im Superschwergewicht gab und gibt.
Im September 2010 startete er bei der Weltmeisterschaft in Antalya und kam dabei mit einer Zweikampfleistung von 426 kg (191–235) auf den 5. Platz. Sieger bei dieser Meisterschaft wurde sein Landsmann Behdad Salimikordasiabi, mit dem er es auch in den folgenden Wettkämpfen zu tun bekam. Im November 2010 belegte Sajjad Anoushiravani bei den Asienspielen in Guangzhou//China mit 427 kg (195–232) den 3. Platz und gewann damit seine erste Medaille bei einer internationalen Meisterschaft.
2011 steigerte er sich bei der Weltmeisterschaft in Paris im Zweikampf auf 439 kg (198–241) und wurde damit hinter Behdad Salimikordasiabi, der im Zweikampf auf 464 kg (214–250) kam, auf den 2. Platz. In den Einzeldisziplinen Reißen und Stoßen gewann er eine Bronze- und eine Silbermedaille.
Bei der Asienmeisterschaft 2012 erreichte Sajjad Anoushiravani im Zweikampf 431 kg (193–238) und belegte damit den 3. Platz. In hervorragender Form war er bei den Olympischen Spielen 2012 in London. Er steigerte sich dort im Zweikampf auf 449 kg (204–245) und gewann damit hinter Behdad Salimikordasiabi, 455 kg (208–247), die Silbermedaille. Er verwies dabei den Russen Ruslan Albegow, der auf 448 kg (208–240) kam, durch seine gute Stoßleistung auf den 3. Platz.
Bei der Weltmeisterschaft 2013 wurde er wegen Differenzen mit dem iranischen Gewichtheber-Verband nicht eingesetzt.

## Internationale Erfolge
| Jahr | Platz  | Wettbewerb                                | Gewichtsklasse | Ergebnisse |
| 2010 | 5.     | WM in Antalya                             | Superschwer    | mit 426 kg (191–235); Sieger: Behdad Salimikordasiabi, Iran, 453 kg (208–245) vor Matthias Steiner, Deutschland, 440 kg (194–246) |
| 2010 | 3.     | Asienspiele in Guangzhou/China            | Superschwer    | mit 427 kg (195–232), hinter Behdad Salimikordasiabi, 440 kg (205–235) und Jeon Sang-guen, Südkorea, 428 kg (190–238)             |
| 2011 | 2.     | WM in Paris                               | Superschwer    | mit 439 kg (198–241), hinter Behdad Salimikordasiabi, 464 kg (214–250), vor Jeon Sang-guen, 433 kg (192–241)                      |
| 2012 | 3.     | Asienmeisterschaft in Pyoengtaek/Südkorea | Superschwer    | mit 431 kg (193–238), hinter Bedhad Salimikordasiabi, 451 kg (206–245) und Jeon Sang-guen, 437 kg (200–237)                       |
| 2012 | Silber | OS in London                              | Superschwer    | mit 449 kg (204–245), hinter Behdad Salimikordasiabi, 455 kg (208–247), vor Ruslan Albegow, Russland, 448 kg (208–240)            |

## WM-Einzelmedaillen
- WM-Silbermedaillen: 2011/Stoßen
- WM-Bronzemedaillen: 2011/Reißen

## Erläuterungen
- alle Wettkämpfe im Zweikampf, bestehend aus Reißen und Stoßen
- OS = Olympische Spiele, WM = Weltmeisterschaft
- Superschwergewicht, Gewichtsklasse über 105 kg Körpergewicht